# 東京都立大塚病院
東京都立大塚病院（とうきょうとりつおおつかびょういん）は、東京都豊島区南大塚にある医療機関。地方独立行政法人東京都立病院機構が運営する病院である。2009年10月1日、総合周産期母子医療センターに指定された。今後は母子（周産期）医療・リウマチ医療に特化した医療センターとして機能していく予定である。

## 診療科目
| - 内科 - 消化器内科 - 循環器内科 - 腎臓内科 - 呼吸器内科 - 神経内科 - 糖尿病内科 - 輸血科（血液内科） - 外科 - 消化器外科（食道・胃・大腸・肝胆膵） - 乳腺・甲状腺外科 - 呼吸器外科 - 小児・新生児外科 - 整形外科 - リハビリテーション科 - 耳鼻咽喉科 | - 産婦人科 - 脳神経外科 - 口腔科 - 神経科 - 形成外科 - 診療放射線科 - 小児科・新生児科 - 皮膚科 - 麻酔科 - 泌尿器科 - 検査科 - リウマチ膠原病科 - 眼科 - 女性専用科 - 児童精神科 |

## 主な指定
- 保険医療機関
- 救急告示医療機関
- 休日・全夜間診療事業実施医療機関（内科系、小児科、外科系）
- 労災保険指定医療機関
- 指定自立支援医療機関（更生医療・育成医療・精神通院医療）
  - 指定更生医療：腎臓、整形外科、脳神経外科、形成外科、眼科、口腔科
- 生活保護法指定医療機関
- 指定養育医療機関（未熟児医療）
- 原子爆弾被害者一般疾病医療取扱医療機関
- 母体保護法指定医の配置されている医療機関
- 災害拠点病院
- 臨床研修指定病院
- エイズ治療拠点病院
- DPC対象病院
- 総合周産期母子医療センター

## 新型コロナウイルス感染
- 2020年4月10日、都立大塚病院に勤務する看護師が、新型コロナウイルスに感染した。夜勤専従の看護師として勤務しており、症状が出る前の直近2週間の勤務回数は4回だった[3]。

## 交通アクセス
- JR大塚駅より徒歩10分。
- 東京メトロ丸ノ内線新大塚駅より徒歩2分。
- 都営バス都02系統大塚四丁目下車、徒歩2分。